# Марич Мілош Мілошевич
Мілош Мілошевич Марич (сербохорв. Милош Марић, Miloš Marić; 1885—1944) — радянський гістолог. Доктор медичних наук (без захисту, 1935), професор (1935). Родич Альберта Ейнштейна.

## Біографія
Народився 20 квітня 1885 в місті Рума на території Австро-Угорської імперії (нині Сербія). Був наймолодшою дитиною в православній сербській родині, його батько, Мілош Марич (1846—1922), був заможним землевласником; мати, Марія Ружич (1847—1935), займалася господарством; старша сестра Мілева згодом стала дружиною Альберта Ейнштейна. Навчався в середній школі в Загребі, потім у гімназії в Нові-Саді. У 1902 році вступив на медичний факультет університету в Клаузенбурзі, після закінчення якого в 1907 році працював у психіатричній клініці там же.
У 1910 році служив як доброволець у 6-му піхотному гонведному полку угорської армії і у військовому госпіталі в Будапешті, брав участь у революційному русі. На початку Першої світової війни призваний у діючу армію, дезертирував, потрапив в оточення і полон у Східній Галичині.[джерело?]
Полк Милоша був відправлений в Перемишль, польське місто під командуванням генерала Германа Кусманека фон Бургнойштедтена, потім місто було взяте в облогу російськими військами. За планом главнокомандувача Олексія Брусилова росіяни змогли взяти Перемишль, але не фортецю Перемишль, де австрійський комендант зібрав всі сили. Коли стало необхідним залишити фортецю для медичного огляду, доктор Марич вирішив здатися росіянам і надати їм життєво важливу інформацію, щоб захопити фортецю з найменшими жертвами, як вони і зробили.
Після переведення до Москви працював у Лефортовському військовому госпіталі, потім як прикомандирований військовополонений при кафедрі гістології Московського університету.

## Наукова діяльність
У Москві доктор Марич познайомився з біологом та гістологом професором Володимиром Порфиревичем Карповим (1870-1943). У 1917 Карпов став деканом медичної школи в Катеринославському університеті (нині Дніпро), а доктора Марича запросили працювати в Дніпровський медичний інститут у Дніпрі.
Після прибуття до Дніпра доктор Мілош Марич одружився з дочкою Карпова Марією Василівною Карповою. Його перший шлюб офіційно закінчився, коли його оголосили зниклим безвісти, а перша дружина Марту «овдовіла». Він більше ніколи не повертався до Сербії.
У 1925 році, коли професора Карпова покликали до Москви для відновлення своїх колишніх обов'язків, доктор Марич став наступником Карпова на посаді завідувача кафедри гістології університету.
З 1917 року — у Катеринославі, працював прозектором, доцентом, а потім завідувачем кафедри гістології Дніпропетровського медичного інституту. З 1930 року і до кінця життя — завідувач кафедри гістології Саратовського медичного інституту. З 1932 року — перший завідувач (декан) німецьким відділенням лікувального факультету Саратовського медінституту (до його закриття в 1937 році), а також завідувач кафедри загальної біології цього інституту і кафедри гістології Саратовського ветеринарного інституту. Помер у 1944 році, похований у спільній могилі на Воскресенському кладовищі Саратова.
Серед учнів Марича — інший завідувач кафедри гістології Саратовського інституту (1950—1983), професор Г. А. Коблов (1915—1995).